# Super estrellas
Super Estrellas Patito Feo fue un programa de televisión costarricense, tipo concurso de baile, finalizó el viernes 3 de octubre de 2008, era transmitido todos los viernes a partir de las 5 p. m. por Teletica, Canal 7 con cambios de horario para los países (Centroamérica, Puerto Rico, Estados Unidos) que sintonizan la señal internacional de Teletica. Finalizó el viernes 3 de octubre. De igual forma la segunda temporada ya finalizó.

## Formato y concepto
Super Estrellas Patito feo es un programa de televisión costarricense, tipo concurso de baile, basado en las canciones de Patito Feo y todas aquellas que se relacionan a la telenovela, en el 7 grupos de 5 de niños o niñas bailarán semana a semana temas musicales de la telenovela Patito Feo. Cada grupo tiene un nombre distintivo. Deberán mostrar toda su energía ante el jurado y el apoyo del público. En cada programa los grupos recibirán una calificación del 1 al 10 por parte del jurado y apoyo del públio mediante mensajes SMS. Al final del programa se revelará la tabla de posiciones y el resultado del apoyo del público será revelado al final del programa, el grupo con menor promedio será eliminado de la competencia. Durante el programa se hacen reportajes sobre los personajes, curiosidades de la telenovela.Durante los dos primeros programas ningún grupo es eliminado.
La idea original de dicho proyecto recayó tanto en el Departamento de Formatos de Teletica, como de la Producción del Programa para Niños RG Elementos de Teletica Canal 7.

## Equipo de Producción
Laura Vásquez - Productora General.
Mario Nájera - Supervisor de Formatos y Realizador.
Cristian Bonilla - Periodista.
Manfred Fonseca - Camarógrafo.
Omri Valverde - Editor.
Marianella Barrantes - Asistente de Producción.
Karolina Madriz- Asistente de Producción.
Marelyn Velásquez - Servicio al Cliente.
Diana Naranjo - Supervisora Artística.

## Presentadores
Los presentadores son tres chicos del programa infantil de Teletica RG Elementos:
- David Barrientos Villalobos.
- María Gonzáles Roesh.
- Dennis Zúñiga Campos.

## Jurado
El jurado da una nota del 1 al 10 y finalmente se hace un promedio de calificación:
- Hanzel Carballo: locutora, periodista, presentadora y segundo lugar de Cantando por un Sueño
- Mauricio Hoffman: presentador, animador de Sábado Feliz, copresentador de Bailando por un sueño y Cantando por un Sueño. Ganador de la primera temporada de "Bailando por un sueño".
- El Balcón de fanes: grupo de chicos y chicas que darán una calificaíón a los grupos.
- SMS: apoyo del público mediante un mensaje de texto, será revelado hasta el próximo programa.

## Grupos y posiciones
-

| Grupo       | Integrantes                                                              | Canciones                    | Canción de la Eliminación               | Puesto alcanzado     |  |
| Lolipop     | Estefanía / M. Paula / Natalia / Alison / Daniela                        | Patito Feo                   | "Fiesta" / "Las Divinas"                | Segundo lugar        |  |
| Chocochicas | Ximena / Alina "Cuchi" Sanchez/ M. José / Jimena "KUl" Garcia/ Stephanie | Patito Feo                   | "Quiero, Quiero" / "Amigos del Corazón" | Ganadoras            |  |
| Místicas    | Mekisha / M. Laura / Melany / M. de los Ángeles / Dion                   | Patito Feo                   | "Sueño de Amor" / "Tango Llorón"        | Tercer lugar         |  |
| Mangy       | Gendry / Georgina / Melany / Abigail / Melany                            | Pop / Juanes                 | "Pump it" / "A Dios le pido"            | 4.º grupo eliminado  |  |
| Grupo G     | Fabiola / Mariana / Michael / M. Fernanda / Johana                       | Belinda                      | "Lo Siento"                             | 3.er grupo eliminado |  |
| Ángel 5     | Melania / Juan José / Mónica / Carol / Ashley                            | High School Musical          | "You are the music in me"               | 2.º grupo eliminado  |  |
| Pura Vida   | Arelis / Michael / Melany / Melany / Francis / Pamela                    | Libre escogencia/ Patito Feo | Ritmo Tropical/Patito Feo               | 1.er grupo eliminado |  |

## Promedios del Jurado

### La votación del Jurado
| Chocochicas | 9.3 | 9.0 | 9.6 | 9.1          | 9.3          | 9.3          | 9.8          | Ganadoras     | Ganadoras     | Ganadoras     | Ganadoras     | Ganadoras     | Ganadoras     | Ganadoras     | Ganadoras     | Ganadoras     | Ganadoras     | Ganadoras     | Ganadoras     | Ganadoras     | Ganadoras     | Ganadoras     | Ganadoras     | Ganadoras     | Ganadoras     | Ganadoras     | Ganadoras     | Ganadoras     | Ganadoras     | Ganadoras     | Ganadoras     | Ganadoras     | Ganadoras     | Ganadoras     | Ganadoras     | Ganadoras     | Ganadoras     | Ganadoras     | Ganadoras     | Ganadoras     | Ganadoras     | Ganadoras     | Ganadoras     | Ganadoras     | Ganadoras     | Ganadoras     | Ganadoras     |
| Lolipop     | 7.7 | 8.5 | 8.5 | 9.5          | 8.9          | 9.6          | 9.6          | Segundo lugar | Segundo lugar | Segundo lugar | Segundo lugar | Segundo lugar | Segundo lugar | Segundo lugar | Segundo lugar | Segundo lugar | Segundo lugar | Segundo lugar | Segundo lugar | Segundo lugar | Segundo lugar | Segundo lugar | Segundo lugar | Segundo lugar | Segundo lugar | Segundo lugar | Segundo lugar | Segundo lugar | Segundo lugar | Segundo lugar | Segundo lugar | Segundo lugar | Segundo lugar | Segundo lugar | Segundo lugar | Segundo lugar | Segundo lugar | Segundo lugar | Segundo lugar | Segundo lugar | Segundo lugar | Segundo lugar | Segundo lugar | Segundo lugar | Segundo lugar | Segundo lugar | Segundo lugar |
| Místicas    | 9.0 | 8.7 | 8.8 | 8.6          | 9.0          | 9.6          | 9.5          | Tercer lugar  | Tercer lugar  | Tercer lugar  | Tercer lugar  | Tercer lugar  | Tercer lugar  | Tercer lugar  | Tercer lugar  | Tercer lugar  | Tercer lugar  | Tercer lugar  | Tercer lugar  | Tercer lugar  | Tercer lugar  | Tercer lugar  | Tercer lugar  | Tercer lugar  | Tercer lugar  | Tercer lugar  | Tercer lugar  | Tercer lugar  | Tercer lugar  | Tercer lugar  | Tercer lugar  | Tercer lugar  | Tercer lugar  | Tercer lugar  | Tercer lugar  | Tercer lugar  | Tercer lugar  | Tercer lugar  | Tercer lugar  | Tercer lugar  | Tercer lugar  | Tercer lugar  | Tercer lugar  | Tercer lugar  | Tercer lugar  | Tercer lugar  | Tercer lugar  |
| Mangy       | 9.0 | 9.0 | 8.5 | 8.5          | 8.5          | 8.9          | 4°Eliminadas | 4°Eliminadas  | 4°Eliminadas  | 4°Eliminadas  | 4°Eliminadas  | 4°Eliminadas  | 4°Eliminadas  | 4°Eliminadas  | 4°Eliminadas  | 4°Eliminadas  | 4°Eliminadas  | 4°Eliminadas  | 4°Eliminadas  | 4°Eliminadas  | 4°Eliminadas  | 4°Eliminadas  | 4°Eliminadas  | 4°Eliminadas  | 4°Eliminadas  | 4°Eliminadas  | 4°Eliminadas  | 4°Eliminadas  | 4°Eliminadas  | 4°Eliminadas  | 4°Eliminadas  | 4°Eliminadas  | 4°Eliminadas  | 4°Eliminadas  | 4°Eliminadas  | 4°Eliminadas  | 4°Eliminadas  | 4°Eliminadas  | 4°Eliminadas  | 4°Eliminadas  | 4°Eliminadas  | 4°Eliminadas  | 4°Eliminadas  | 4°Eliminadas  | 4°Eliminadas  | 4°Eliminadas  |               |
| Grupo G     | 8.0 | 8.2 | 8.6 | 9.5          | 8.4          | 3°Eliminadas | 3°Eliminadas | 3°Eliminadas  | 3°Eliminadas  | 3°Eliminadas  | 3°Eliminadas  | 3°Eliminadas  | 3°Eliminadas  | 3°Eliminadas  | 3°Eliminadas  | 3°Eliminadas  | 3°Eliminadas  | 3°Eliminadas  | 3°Eliminadas  | 3°Eliminadas  | 3°Eliminadas  | 3°Eliminadas  | 3°Eliminadas  | 3°Eliminadas  | 3°Eliminadas  | 3°Eliminadas  | 3°Eliminadas  | 3°Eliminadas  | 3°Eliminadas  | 3°Eliminadas  | 3°Eliminadas  | 3°Eliminadas  | 3°Eliminadas  | 3°Eliminadas  | 3°Eliminadas  | 3°Eliminadas  | 3°Eliminadas  | 3°Eliminadas  | 3°Eliminadas  | 3°Eliminadas  | 3°Eliminadas  | 3°Eliminadas  | 3°Eliminadas  | 3°Eliminadas  | 3°Eliminadas  |               |               |
| Ángel 5     | 7.3 | 7.8 | 8.3 | 8.4          | 2°Eliminados | 2°Eliminados | 2°Eliminados | 2°Eliminados  | 2°Eliminados  | 2°Eliminados  | 2°Eliminados  | 2°Eliminados  | 2°Eliminados  | 2°Eliminados  | 2°Eliminados  | 2°Eliminados  | 2°Eliminados  | 2°Eliminados  | 2°Eliminados  | 2°Eliminados  | 2°Eliminados  | 2°Eliminados  | 2°Eliminados  | 2°Eliminados  | 2°Eliminados  | 2°Eliminados  | 2°Eliminados  | 2°Eliminados  | 2°Eliminados  | 2°Eliminados  | 2°Eliminados  | 2°Eliminados  | 2°Eliminados  | 2°Eliminados  | 2°Eliminados  | 2°Eliminados  | 2°Eliminados  | 2°Eliminados  | 2°Eliminados  | 2°Eliminados  | 2°Eliminados  | 2°Eliminados  | 2°Eliminados  | 2°Eliminados  |               |               |               |
| Pura Vida   | 7.7 | 8.2 | 8.1 | 1°Eliminadas | 1°Eliminadas | 1°Eliminadas | 1°Eliminadas | 1°Eliminadas  | 1°Eliminadas  | 1°Eliminadas  | 1°Eliminadas  | 1°Eliminadas  | 1°Eliminadas  | 1°Eliminadas  | 1°Eliminadas  | 1°Eliminadas  | 1°Eliminadas  | 1°Eliminadas  | 1°Eliminadas  | 1°Eliminadas  | 1°Eliminadas  | 1°Eliminadas  | 1°Eliminadas  | 1°Eliminadas  | 1°Eliminadas  | 1°Eliminadas  | 1°Eliminadas  | 1°Eliminadas  | 1°Eliminadas  | 1°Eliminadas  | 1°Eliminadas  | 1°Eliminadas  | 1°Eliminadas  | 1°Eliminadas  | 1°Eliminadas  | 1°Eliminadas  | 1°Eliminadas  | 1°Eliminadas  | 1°Eliminadas  | 1°Eliminadas  | 1°Eliminadas  | 1°Eliminadas  | 1°Eliminadas  |               |               |               |               |

Promedios 1 y 2 sin voto SMS
     Promedio más alto.

     Promedio de la eliminación.

## Segunda Temporada
La segunda temporada inició el 15 de mayo de 2009 y finalizó el 26 de junio de 2009, era transmitido todos los viernes a partir de las 5 p. m. por Teletica, Canal 7, con cambios de horario para los países (Centroamérica, Puerto Rico, Estados Unidos) que sintonizan la señal internacional de Teletica.

## Formato y concepto
Hubo pequeños cambios en el formato, en esta segunda temporada.
Super Estrellas Patito feo es un programa de televisión costarricense, tipo concurso de baile, basado en las canciones de Patito Feo y todas aquellas que se relacionan a la telenovela, en él 7 grupos de 5 de niños o niñas bailarán semana a semana temas musicales de la telenovela Patito Feo. Cada grupo tiene un nombre distintivo. Deberán mostrar toda su energía ante el jurado y el apoyo del público. En cada programa los grupos recibirán una calificación del 1 al 10 por parte del jurado, uno de los votos será secreto. También se incluyó un Reto Super Estrellas que otorga un punto adicional a alguno de los grupos participantes consiste en un concurso de 3 minutos relacionado con el contenido de la Novela Patito Feo. Un grupo tendrá un punto adicional si contesta correctamente. Para esto habrá dos mecánicas que se rotarán cada semana.¿Qué pasará? – Se presenta una breve escena de la Novela y se congela la imagen, para que los concursantes digan que sucederá.
¿Lo viste bien? – Se presenta una escena y después se hace una pregunta que medirá el nivel de observación de los concursantes.
Al final del programa se revelará la tabla de posiciones incluyendo el voto secreto, los dos grupos con menor promedio serán sentenciados y el público deberá apoyar a su favorito mediante mensajes de texto SMS. En el siguiente programa el grupo con menor apoyo por parte del público será eliminado. Durante el programa se hacen reportajes sobre los personajes, curiosidades de la telenovela.

## Presentadores
- Mauricio Hoffman: presentador, ganador de la primera temporada de Bailando por un sueño. En la primera temporada de Super estrellas Patito feo fue uno de los jurados. También actualmente es presentador de Sábado feliz y Nace una estrella.
- Dennis Zúñiga Campos: este chico es prensentador del programa juvenil de Teletica RG Elementos.

## Jurado
El jurado da una nota del 1 al 10 y finalmente se hace un promedio de calificación:
- Silvia Trejos: es coreógrafa y tiene 17 años de experiencia, fue la coreógrafa de los ganadores de la primera y segunda temporoda de Bailando por un sueño, también fue coreógrafa de los ganadores de Bailando por un Sueño: Costa Rica - Panamá.
- Álex Costa: productor, bailarín y coreógrafo. Fue coreógrafo en la primera y segunda temporada de Bailando por un sueño.

## Grupos y posiciones
| Grupo       | Integrantes                                         | Ritmo de la Eliminación                | Puesto alcanzado     | Pruebas |
| ----------- | --------------------------------------------------- | -------------------------------------- | -------------------- | ------- |
| Bum         | Mª Fernanda / Valery / Michelle / Andrés / Marcos   | Canciones Patito Feo Segunda Temporada |                      | 1       |
| Fugaces     | Lesly / Jackelin / Mª José / Valeria / Marypaz      | Canciones Patito Feo Segunda Temporada | 0                    |         |
| Nannys      | Ana Lucía / Micaela / Valeria / Sharel / Mª del Sol | Canciones Patito Feo Segunda Temporada | 3                    |         |
| Mininas     | Melany / Iralka / Marisol / Valeria / Eva Lucía     | Reggaeton                              | 4.º grupo eliminado  | 4       |
| Explosivas  | Yendry / María / Andrea / Chantal / Francela        | Pop                                    | 3.er grupo eliminado | 1       |
| Divas       | Mónica / Karen / Raquel / María / Sharon            | Canciones Patito Feo Segunda Temporada | 2.º grupo eliminado  | 1       |
| Candichicas | Daniela / Mariela / Ana / Tannia                    | Canciones Patito Feo Primera Temporada | 1.er grupo eliminado | 1       |

## Promedios del Jurado
Promedio más alto.

     Promedio de la eliminación.

    
Sentenciados/as.
| Fugaces     | 18 | 18 | 18           | 20           | 20           | 39           |              |              |              |              |              |              |              |              |              |              |              |              |              |              |              |              |              |              |              |              |              |              |              |              |              |              |              |              |              |              |              |              |              |              |              |              |              |              |              |
| Nannys      | 18 | 17 | 18           | 18           | 20           | 39           |              |              |              |              |              |              |              |              |              |              |              |              |              |              |              |              |              |              |              |              |              |              |              |              |              |              |              |              |              |              |              |              |              |              |              |              |              |              |              |
| Bum         | 16 | 18 | 20           | 16           | 20           | 38           |              |              |              |              |              |              |              |              |              |              |              |              |              |              |              |              |              |              |              |              |              |              |              |              |              |              |              |              |              |              |              |              |              |              |              |              |              |              |              |
| Mininas     | 14 | 14 | 16           | 17           | 18           | 4°Eliminadas | 4°Eliminadas | 4°Eliminadas | 4°Eliminadas | 4°Eliminadas | 4°Eliminadas | 4°Eliminadas | 4°Eliminadas | 4°Eliminadas | 4°Eliminadas | 4°Eliminadas | 4°Eliminadas | 4°Eliminadas | 4°Eliminadas | 4°Eliminadas | 4°Eliminadas | 4°Eliminadas | 4°Eliminadas | 4°Eliminadas | 4°Eliminadas | 4°Eliminadas | 4°Eliminadas | 4°Eliminadas | 4°Eliminadas | 4°Eliminadas | 4°Eliminadas | 4°Eliminadas | 4°Eliminadas | 4°Eliminadas | 4°Eliminadas | 4°Eliminadas | 4°Eliminadas | 4°Eliminadas | 4°Eliminadas | 4°Eliminadas | 4°Eliminadas | 4°Eliminadas | 4°Eliminadas | 4°Eliminadas | 4°Eliminadas |
| Explosivas  | 16 | 16 | 17           | -            | 3°Eliminadas | 3°Eliminadas | 3°Eliminadas | 3°Eliminadas | 3°Eliminadas | 3°Eliminadas | 3°Eliminadas | 3°Eliminadas | 3°Eliminadas | 3°Eliminadas | 3°Eliminadas | 3°Eliminadas | 3°Eliminadas | 3°Eliminadas | 3°Eliminadas | 3°Eliminadas | 3°Eliminadas | 3°Eliminadas | 3°Eliminadas | 3°Eliminadas | 3°Eliminadas | 3°Eliminadas | 3°Eliminadas | 3°Eliminadas | 3°Eliminadas | 3°Eliminadas | 3°Eliminadas | 3°Eliminadas | 3°Eliminadas | 3°Eliminadas | 3°Eliminadas | 3°Eliminadas | 3°Eliminadas | 3°Eliminadas | 3°Eliminadas | 3°Eliminadas | 3°Eliminadas | 3°Eliminadas | 3°Eliminadas | 3°Eliminadas |              |
| Divas       | 16 | 15 | -            | 2°Eliminadas | 2°Eliminadas | 2°Eliminadas | 2°Eliminadas | 2°Eliminadas | 2°Eliminadas | 2°Eliminadas | 2°Eliminadas | 2°Eliminadas | 2°Eliminadas | 2°Eliminadas | 2°Eliminadas | 2°Eliminadas | 2°Eliminadas | 2°Eliminadas | 2°Eliminadas | 2°Eliminadas | 2°Eliminadas | 2°Eliminadas | 2°Eliminadas | 2°Eliminadas | 2°Eliminadas | 2°Eliminadas | 2°Eliminadas | 2°Eliminadas | 2°Eliminadas | 2°Eliminadas | 2°Eliminadas | 2°Eliminadas | 2°Eliminadas | 2°Eliminadas | 2°Eliminadas | 2°Eliminadas | 2°Eliminadas | 2°Eliminadas | 2°Eliminadas | 2°Eliminadas | 2°Eliminadas | 2°Eliminadas | 2°Eliminadas |              |              |
| Candichicas | 15 | 18 | 1°Eliminadas | 1°Eliminadas | 1°Eliminadas | 1°Eliminadas | 1°Eliminadas | 1°Eliminadas | 1°Eliminadas | 1°Eliminadas | 1°Eliminadas | 1°Eliminadas | 1°Eliminadas | 1°Eliminadas | 1°Eliminadas | 1°Eliminadas | 1°Eliminadas | 1°Eliminadas | 1°Eliminadas | 1°Eliminadas | 1°Eliminadas | 1°Eliminadas | 1°Eliminadas | 1°Eliminadas | 1°Eliminadas | 1°Eliminadas | 1°Eliminadas | 1°Eliminadas | 1°Eliminadas | 1°Eliminadas | 1°Eliminadas | 1°Eliminadas | 1°Eliminadas | 1°Eliminadas | 1°Eliminadas | 1°Eliminadas | 1°Eliminadas | 1°Eliminadas | 1°Eliminadas | 1°Eliminadas | 1°Eliminadas | 1°Eliminadas |              |              |              |